# Жъхъ
Жъхъ или Ляоси е планина в Североизточен Китай, в провинции Ляонин и Хъбей и автономния регион Вътрешна Монголия. Разположена е северно от столицата Пекин, като на запад се свързва с планинската система Иншан, а на югозапад – с хребета Тайханшан. Площта ѝ е около 120 000 km². Преобладаващите височини са от 500 до 1300 m на северозапад, от 1000 до 1600 m на югоизток, а максималната височина е връх Улуншан (2050 m), издигащ се на около 120 km североизточно от Пекин. Северозападната част на планината представлява система от отделни масиви и хълмисти плата, а на югоизток – от скалисти и стръмни хребети. Склоновете ѝ са дълбоко разчленени от долините на реките от басейните на Луанхъ, Ляохъ и др. Изградена е от докамбрийски кристалинни шисти, гнайси и гранити, а също и от мезозойски ефузивни и седиментни скали (пясъчници, варовици, базалти). Разработват се находища на каменни въглища, а в долината на река Жъхъ (ляв приток на Луанхъ бликат горещи минерални извори. Преобладава степната растителност, като на места има участъци с храсталаци (предимно леска и хвойна) и малки горички от дъб, клен, и орех. Долините в планината са гъсто населени и се отглежда предимно чумиз, гаолян, овощия.